# 巴登的約瑟芬
巴登的約瑟芬（德語：Josephine Friederike Luise，1813年10月21日—1900年6月19日），霍亨索倫-錫格馬林根親王妃，丈夫是霍亨索倫-錫格馬林根親王卡爾·安東。

## 家庭
1834年，約瑟芬與卡爾·安東結婚，共有4子2女：
- 利奧波德王子（1835年—1905年），1885年成為霍亨索倫-錫格馬林根親王繼承人
- 史蒂芬妮公主（1837年—1859年），葡萄牙王后
- 卡羅爾一世（1839年—1914年），1866年成為羅馬尼亞大公
- 安東王子（1841年—1866年），死於普奧戰爭
- 腓特烈王子（1843年—1904年）
- 瑪麗公主（1845年—1912年），佛蘭德伯爵夫人